# Dean Martin
Dean Martin, ursprungligen Dino Paul Crocetti, född 7 juni 1917 i Steubenville i Ohio, död 25 december 1995 i Beverly Hills i Kalifornien, var en amerikansk sångare, skådespelare, komiker och filmproducent. Martin var en av de mest populära amerikanska underhållarna vid 1900-talets mitt, kallad "King of Cool" för sin avspända karisma och självsäkerhet. Han var också värd för underhållningsprogram.

## Biografi
Fadern var barberare och invandrare från Italien. Efter att ha lämnat high school efter tionde klass, var han amatörboxare och hade diversejobb. Han började sjunga under namnet Dean Martin på klubbar och kasinon. 1946 kom han i kontakt med Jerry Lewis och den uppskattade komikerduon gjorde sina första framträdanden i Atlantic City. De fortsatte sedan på nattklubben Copacabana i New York. 1950–1955 ledde de TV-programmet Colgate Comedy Hour och rankades som de största stjärnorna i showbusiness. Efter 16 filmer splittrades duon 1956 och Martin inledde en karriär som framgångsrik skivartist. Slagdängor som Everybody loves somebody, Volare, That’s Amore sålde över en miljon exemplar vardera. 1964–1969 utgav han 11 album hos Frank Sinatras bolag Reprise och alla blev storsäljare.
Skådespeleriet övergav han inte. Sammanlagt framträdde han i 55 filmer, både komedier och dramer. I fyra filmer parodierade han James Bond. Till hans allvarligare filmer räknas De unga lejonen (1958) och Insats förlorad (1959). Filmerna Storslam i Las Vegas (1960), 3 mot alla (1962) och 5 äss i leken (1964), i vilka han spelade mot Frank Sinatra, förvärvade honom hedersmedlemskap i Rat Pack. Hans bästa roll anses vara den försupne mannen i Rio Bravo (1959).
1965–1974 ledde han TV-programmet The Dean Martin Show, 1973–1974 The Dean Martin Comedy Hour och 1974–1984 The Dean Martin Celebrity Roast. Bakgrunden till roastingprogrammet var en årlig tradition som New York Friars' Club hade. Några av personerna som medverkade i programmet var Lucille Ball, Bob Hope och blivande presidenten Ronald Reagan.
Martin var gift 1940–1949 med Elizabeth Anne McDonald, med vilken han hade fyra barn. I andra äktenskapet med Jeanne Riegger föddes tre barn, inklusive Dean Paul Martin, som blev stridspilot och omkom i en flygolycka. Han gifte sig tredje gången med Catherine Mae Hawn, från vilken han skiljde sig 1976.
Hemmascenerna var Atlantic City och Las Vegas. Martin föredrog små publikskaror på klubbar. Han gjorde sina sista framträdanden 1990; dels i Las Vegas, dels i olika hyllningsprogram till Frank Sinatra, Sammy Davis, Jr. och andra medlemmar i Rat Pack. Han har tre stjärnor på Hollywood Walk of Fame.
Hans avslappnade framtoning gav honom smeknamnet "King of Cool". Trots hans kännetecken som artist, hans sluddriga sångröst och med ett drinkglas i handen, intygade han och hans omgivning att berusningen var skådespeleri.
Genom dottern Gina blev Martin svärfar till Carl Wilson i The Beach Boys. Han var även svärfar till Dorothy Hamill och Olivia Hussey genom sonen Dean Pauls äktenskap.

## Diskografi
Följande är en lista över Dean Martins album:
- Dean Martin Sings (1953)
- Swingin' Down Yonder (1955)
- Dean Martin (1955)
- Pretty Baby (1957)
- Sleep Warm (1959)
- A Winter Romance (1959)
- This Time I'm Swingin'! (1960)
- Dean Martin (1961)
- Dino! Italian Love Songs (1962)
- Cha Cha de Amor (1962)
- Hey, Brother, Pour the Wine (1964)
- Dream with Dean (1964)
- The Door Is Still Open to My Heart (1964)
- Dean Martin Hits Again (1965)
- Somewhere There's a Someone (1966)
- The Dean Martin Christmas Album (1966)
- Happiness Is Dean Martin (1967)
- Welcome to My World (1967)
- Gentle on My Mind (1968)
- For the Good Times (1971)
- Dino (1972)
- Sittin' on Top of the World (1973)
- The Nashville Sessions (1983)

## Filmografi i urval
Följande är ett urval av Dean Martins filmografi:

### Som musiker
- Film Vodvil: Art Mooney and Orchestra (1946) (kortfilm)
- Dårfinkar är vi allihopa (1949)
- My Friend Irma Goes West (1950)
- Screen Snapshots: Thirtieth Anniversary Special (1950) (kortfilm)
- Ruskiga rekryter (1950)
- Grabben är min (1951)
- Akta dej för sjömän (1952)
- Kom så hoppar vi (1952)
- Road to Bali (1952) (cameo)
- The Stooge (1953)
- Scared Stiff (1953)
- The Caddy (1953)
- Money from Home (1954)
- Hur tokigt som helst (1954)
- 3 Ring Circus (1954)
- You're Never Too Young (1955)
- Tummen opp (1955)
- Screen Snapshots: Hollywood, City of Stars (1956)
- Pardners (1956)
- Vi ilar och bilar (1956)
- Ten Thousand Bedrooms (1957)
- De unga lejonen (1958)
- Some Came Running (1958)
- Rio Bravo (1959)
- Career (1959)
- Who Was That Lady? (1960)
- Det ringer, det ringer (1960)
- Storslam i Las Vegas (1960)
- Pepe (1960) (cameo)
- All in a Night's Work (1961)
- Sanningen om Ada (1961)
- Something's Got to Give (1962)
- Sergeants Three (1962)
- Vägen till Hongkong (1962) (cameo)
- Who's Got the Action? (1962)
- 38-24-36 (1963)
- Come Blow Your Horn (1963) (cameo)
- Toys in the Attic (1963)
- 4 for Texas (1963)
- Who's Been Sleeping in My Bed? (1963)
- What a Way to Go! (1964)
- 5 äss i leken (1964)
- Kyss mej dumbom (1964)
- Katie Elders fyra söner (1965)
- Marriage on the Rocks (1965)
- The Silencers (1966)
- Texas Across the River (1966)
- Murderers' Row (1966)
- Rough Night in Jericho (1967)
- The Ambushers (1967)
- Rowan & Martin at the Movies (1968)
- Hur man räddar ett äktenskap – och själv trillar dit (1968)
- Bandolero! (1968)
- 5 Card Stud (1968)
- Ett järn i elden (1968)
- Airport – flygplatsen (1970)
- Something Big (1971)
- Showdown (1973)
- Mr. Ricco (1975)
- Mitt i plåten! (1981)
- Cannonball Run II (1984)

### Som skådespelare
- Dårfinkar är vi allihopa (1949)
- Ruskiga rekryter (1950)
- Akta dej för sjömän (1952)
- Hur tokigt som helst (1954)
- Tummen opp (1955)
- Vi ilar och bilar (1956)
- Rio Bravo (1959)
- Det ringer det ringer (1960)
- Storslam i Las Vegas (1960)
- 5 äss i leken (1964)
- Drömbrud för sex (1964)
- Katie Elders fyra söner (1965)
- Matt Helm: vilken toppagent! (1966) som Matt Helm
- Bra skjutet Matt Helm! (1966) som Matt Helm
- Matt Helm – klipper till igen (1967) som Matt Helm
- Hur man räddar ett äktenskap – och själv trillar dit (1968)
- Den siste av de sju (1968)
- Bandolero! (1968)
- Ett järn i elden (1968) som Matt Helm
- Airport – flygplatsen (1970)
- Mitt i plåten! (1981)
- Cannonball Run II (1984)